# Maurício Noriega
Maurício Galizia Noriega (Jaú, 1 de julho de 1967) é um jornalista esportivo brasileiro, filho do ex-narrador esportivo Luiz Noriega.
Atualmente é comentarista da TV Record e da Rádio Transamérica.
Em quase 30 anos, de carreira teve passagens por veículos importantes do jornalismo brasileiro, como Folha da Tarde, A Gazeta Esportiva, Diário Popular, Lance!, SportsJá!, Rádio Bandeirantes, SporTV, CNN Brasi. Também colaborou com veículos internacionais, como "El Heraldo de México" e TV's da Austrália e Argentina.

## Biografia
Neto paterno de um farmacêutico espanhol - tendo também ascendência austríaca, grega, italiana e síria - é ex-aluno dos colégios Nossa Senhora da Consolação e Marista Arquidiocesano, ex-atleta de voleibol dos clubes Paulistano, Pinheiros e Banespa. Noriega formou-se em Jornalismo pela Faculdade de Comunicação Social Cásper Líbero, de São Paulo, em 1989. Fez Master em Jornalismo Digital pelo Instituto Internacional de Ciências Sociais, em parceria com a Universidade de Navarra e também é pós-graduado em Marketing Digital pela Rede Anhanguera.
Noriega participou de diversos programas do canal de televisão a cabo SporTV, como comentarista e apresentador. Entre outros programas da grade da emissora, apresentou o Arena SporTV, Bem, Amigos!, Redação SporTV, Tá na Área, Troca de Passes e a edição inaugural do Seleção SporTV, na Copa do Mundo de 2006.
Também foi comentarista do Premiere Futebol Clube e atuou como analista de esportes do telejornal Bom Dia São Paulo, da TV Globo, de 2006 a 2013.
Durante os Jogos Olímpicos Rio 2016 foi um dos âncoras do projeto SporTV 4, canal 24 horas de informação sobre a Olimpíada carioca.
Em 13 de abril de 2023, Mauricio Noriega foi demitido da Globo, depois de 21 anos, em uma reformulação do jornalismo esportivo da emissora.
No dia 26 de abril de 2023, Maurício Noriega foi contratado para fazer parte da equipe esportiva da Rádio Transamérica.
Entre outras colaborações, comentou a final da Champions League de 2023/24 pelo SBT, também tendo colaborado em transmissões da Copa Sul-americana. Pelo Paramount Plus também comentou jogos da Copa Libertadores e da Sul-americana.
Entre fevereiro e outubro de 2024, Noriega foi analista esportivo da CNN Brasil. Ele teve um quadro chamado Visão de Jogo, nos jornais Novo Dia e Live, assinou um blog e participou do programa Domingol Com Benja, além de produzir entrevistas exclusivas com nomes como Bia Haddad Maia e Rogério Sampaio, e participar da cobertura dos Jogos Olímpicos de Paris.  
Prêmios
Ganhou o prêmio ACEESP de melhor comentarista esportivo por seis vezes, em 2005, 2006, 2007, 2010 e 2011 e 2015.
| Ano  | Prêmio                                                                     | Categoria                         | Resultado | Ref.   |
| ---- | -------------------------------------------------------------------------- | --------------------------------- | --------- | ------ |
| 2005 | Troféu ACEESP (Associação dos Cronistas Esportivos do Estado de São Paulo) | Comentarista de TV                | Venceu    | [ 6 ]  |
| 2006 | Troféu ACEESP (Associação dos Cronistas Esportivos do Estado de São Paulo) | Comentarista de TV                | Venceu    | [ 7 ]  |
| 2007 | Troféu ACEESP (Associação dos Cronistas Esportivos do Estado de São Paulo) | Comentarista de TV                | Venceu    | [ 8 ]  |
| 2010 | Troféu ACEESP (Associação dos Cronistas Esportivos do Estado de São Paulo) | Comentarista de TV por Assinatura | Venceu    | [ 9 ]  |
| 2011 | Troféu ACEESP (Associação dos Cronistas Esportivos do Estado de São Paulo) | Comentarista de TV por Assinatura | Venceu    | [ 10 ] |
| 2012 | Troféu ACEESP (Associação dos Cronistas Esportivos do Estado de São Paulo) | Comentarista de TV por Assinatura | Indicado  | [ 11 ] |
| 2014 | Troféu ACEESP (Associação dos Cronistas Esportivos do Estado de São Paulo) | Comentarista de TV                | Indicado  | [ 12 ] |
| 2015 | Troféu ACEESP (Associação dos Cronistas Esportivos do Estado de São Paulo) | Comentarista de TV por Assinatura | Venceu    | [ 13 ] |

### Livros
Em março de 2009, lançou seu primeiro livro, Os 11 Maiores Técnicos do Futebol Brasileiro, pela Editora Contexto.
Também escreveu os livretos "Kléber, o Gladiador" e "Marques, o Messias", para a Editora Belas Letras, ambos voltados para o público infanto-juvenil.
Em março de 2014, ficou pronto seu quarto livro, "Oswaldo Brandão, Libertador Corintiano, Herói Palmeirense", novamente pela Editora Contexto.
Em 2015, publicou a biografia "Rivellino", obra que aborda a carreira do craque Roberto Rivellino, campeão mundial com a seleção brasileira de futebol em 1970.
- Os 11 maiores técnicos do futebol brasileiro (Editora Contexto, 2009)[18]
- Oswaldo Brandão (Editora Contexto, 2014)[19]
- Rivellino (Editora Contexto, 2015)[20] Pela editora Belas Letras, publicou os livretos "Marques, o Messias" e "Kléber, o Gladiador".